# Герод (поэт)
Герод (др.-греч. Ἡρώδας) — древнегреческий поэт III в. до н. э., автор мимиямбов.

## Жизнь и творчество
Место рождения Герода не известно, а также практически нет данных и о его жизни. Возможно, он входил в круг деятелей культуры, который возник на острове Кос при летней резиденции Птолемеев. Неясно, каково было его настоящее имя: очевидно, именно этого автора Плиний Младший упоминает как Герода, а Афиней — как Геронда.
Жанр, в котором до Герода писали и другие поэты, известен под более общим названием мим. Для него характерны описания сцен из повседневной жизни. Метрика стихов Герода — холиямбы.
Мимиямбы Герода написаны в середине третьего века до н. э. Его сочинения были утрачены, однако в 1891 году Ф. Г. Кеньон опубликовал фрагменты папирусного свитка, купленного им в Египте для Британского музея. Эти фрагменты были идентифицированы как мимиямбы Герода. Позже Британский музей смог приобрести и другие, в основном очень короткие отрывки, которые дополнили текст.

### Содержание мимиямбов
1. В Посреднице сводня пытается совратить молодую женщину, чей муж десять месяцев находится в путешествии, расхваливая достоинства молодого, богатого и умного щеголя, который в неё влюблен. Автор не упускает шанса воспеть процветающий при Птолемеях Египет и женскую красоту.
2. Торговец девушками — ироничная пародия на судебную речь, где сводник пытается добиться возмещения убытков от клиента, который, по его словам, злоупотреблял своим положением и грубо обращался с одной из его девушек.
3. В Школьном учителе мать приводит к учителю сына-бездельника, с которым она не может справиться. Она жалуется на поведение сына и просит учителя выпороть его; наказание совершается, но все тщетно.
4. В Жертвоприношении Асклепию представлена сценка в храме Асклепия на о. Кос. Кинна и Коккала, просительницы в храме (одна из них несет Асклепию петуха), сочетают обычные проявления набожности, болтовню о произведениях искусства и брань в адрес рабыни.
5. В Ревнивице Битинна, богатая женщина, бранит своего любовника - молодого раба Гастрона, обвиняя его в связи с другой свободной женщиной - женой своего знакомого. Битинна хочет уже подвергнуть его пыткам, но затем прощает, вняв мольбам своей рабыни.
6. В шестом мимиамбе - Подружки, или одинокие, перевод которого, выполненный Т. Г. Мякиным, впервые опубликован в 2021 г. в журнале по античной истории и философии, выпускающемся Новосибирским государственным университетом ("Схолэ. Философское антиковедение и классическая традиция". Т.15.1. Новосибирск. С.375-386), речь идет идет о двух одиноких подружках - Метро и Коритто. Метро приходит к Коритто, чтобы попросить у нее фаллоимитатор, но выясняется что его украл старый знакомый Коритто - башмачник Кердон. См. текст перевода:https://cyberleninka.ru/article/n/gerod-mimiyamb-vi-podruzhki-ili-odinokie До этого времени, по цензурным соображениям этот мимиамб на русский язык не переводился, и в советских изданиях  Герода в русских переводах, выполненных Г. Ф. Церетели, в качестве шестого мимиамба выступает Башмачник, а в качестве седьмого - Сон (см. ниже) .
7. В Башмачнике упомянутый выше Кердон, специализирующийся исключительно на женской обуви, продает девушкам сводницы Метро сапожки и сандалии. Хозяйка девушек, сводница Метро (известная по предыдущему мимиамбу "Подружки, или одинокие"), отчаянно торгуется с Кердоном, стараясь снизить цену.
8. В заключительном, восьмом мимиамбе Сон на сцену выступает сам поэт в образе крестьянина, который будит рабынь и рассказывает о своем сне. Затем поэт сбрасывает маску крестьянина и раскрывает подлинный смысл этого мимиамба. Речь здесь идет о борьбе Герода с кружком косских поэтов, который возглавляет некий Филет. Филет и другие косские поэты видят в стихах Герода не только его, но и общую, косскую собственность. Герод же доказывает, что первенствующее авторство принадлежит именно ему.

## Тексты и переводы
- Мимиамбы Герода. / Пер. и примеч. Г. Ф. Церетели. Тифлис, 1929. 111 стр. 1000 экз.
- Герод. Мимиамбы. / Пер. Б. В. Горнунга. М.: Гослитиздат, 1938. 124 стр. 5000 экз.
- Менандр. Комедии. Герод. Мимиамбы. / Вступ. ст. К. Полонской. М.: Худож. лит., 1964. 318 стр. 25000 экз. (Серия «Библиотека античной литературы»).
- Менандр. Комедии. Герод. Мимиамбы. М.: Искусство. 1984. (Серия «Античная драматургия»).
- Издание «Collection Budé»: Herondas. Mimes. Texte établi par J. Arbuthnot Nairn et traduit par L. Laloy. 4e tirage 2003. 144 p.